# Molt (Garnmaß)
Das Molt war ein Stückmaß in der Garnherstellung und leitete sich von dem sogenannten Moltgarn (auch Mold(e)garn oder Malzgarn) ab. Verbreitet war das Maß in der Region um Paderborn, Minden, Osnabrück und Ravensberg, da hier das Zentrum der Herstellung dieser Leinengarne bestimmter Qualität und auch Garnstärke war. 
In Minden war der Haspelumfang 2 Ellen (preuß.).
- 1 Faden = 2 Ellen (preuß.) = 1,3336 Meter
- 1 Gebinde = 50 Faden
- 1 Stück = 20 Gebinde = 1000 Faden = 2000 Ellen (preuß.) = 1333,6 Meter[1] oder: 16 Gebinde zu 60 Faden plus 1 Gebinde zu 40 Faden[2]
- 1 Molt = 12 Stück = 16.003,2 Meter

Dies gilt für die gröberen Sorten (das eigentliche Moltgarn), für feinere gilt:
- 1 Bund = 20 Stück

daher auch Bundgarn genannt.
Bei Moltgarn handelte es sich um ein loseres Gespinst aus Hede, daher auch Hedegarn genannt, das minderwertig war und nur als Schussfaden brauchbar war. Moltgarn wurde über die sogenannte „lange Haspel“ oder „Molthaspel“ zum Strang aufgewunden, diese kam erst nach 1846 auf und hatte in der Grafschaft Ravensberg 2 ½ preußische Ellen, das Molt also 20.004 Meter.
Dagegen maß die „kurze Haspel“ oder „kleine Haspel“ in Ravensberg 2 preußische Ellen und wurde nur für sogenanntes Vollgarn aus Langflachs verwendet. Dafür galt:
- 1 Faden = 2 Ellen (preuß.) = 1,3336 Meter
- 1 Bind = 60 Faden
- 1 Stück = 20 Gebinde = 1200 Faden = 1600,32 Meter, seltener 1 Stück = 24 Bind = 1440 Faden = 1920,384 Meter.[4]
- 1 Bund Vollgarn = 20 Stück[2]

Das feinste Moltgarn (Bundgarn) war das sogenannte Drei- oder Vierzentnergarn, wenn 300 Molt (4800960 Meter) 3 bis 4 Zentner wogen (umgerechnet etwa Nm 31 bei 3 preußischen Zentnern und Nm 23 bei 4 preußischen Zentnern). Wog es über 4 Zentner bis 6 ½ Zentner, war es als Garn der Mittelsorte eingestuft (eigentliches Moltgarn). 100 Molt kosteten um 1786 etwa 68–70 Reichstaler. Das Garn wurde überwiegend ins Bergische Land, nach Elberfeld und Holland verkauft.
Im Osnabrückischen und Westfalen unterschied man außerdem noch folgende Qualitäten: Schergarn oder Löwentgarn zum Weben von Löwentleinen (1 Stück = 1500 Faden zu 4611 hann. Ellen, mit 30 Gebinden) und Kaufgarn oder Langgarn (1 Stück 1200 Faden = 3541 ½ hann. Ellen, mit 24 Gebinden, 1 Bund = 9 Stück).
Beachte:
Als  Volumenmaß ist Molt nur eine Regionalbezeichnung und bedeutet Malter.